# Willigis Jäger
Pour les articles homonymes, voir Jäger.
Willigis Jäger OSB né le 7 mars 1925 à Hösbach, dans le district bavarois de Basse-Franconie et mort le 20 mars 2020 à Holzkirchen dans le même district, également connu sous le nom zen Ko'un Rōshi, est un moine bénédictin, rōshi et écrivain allemand. 

## Biographie

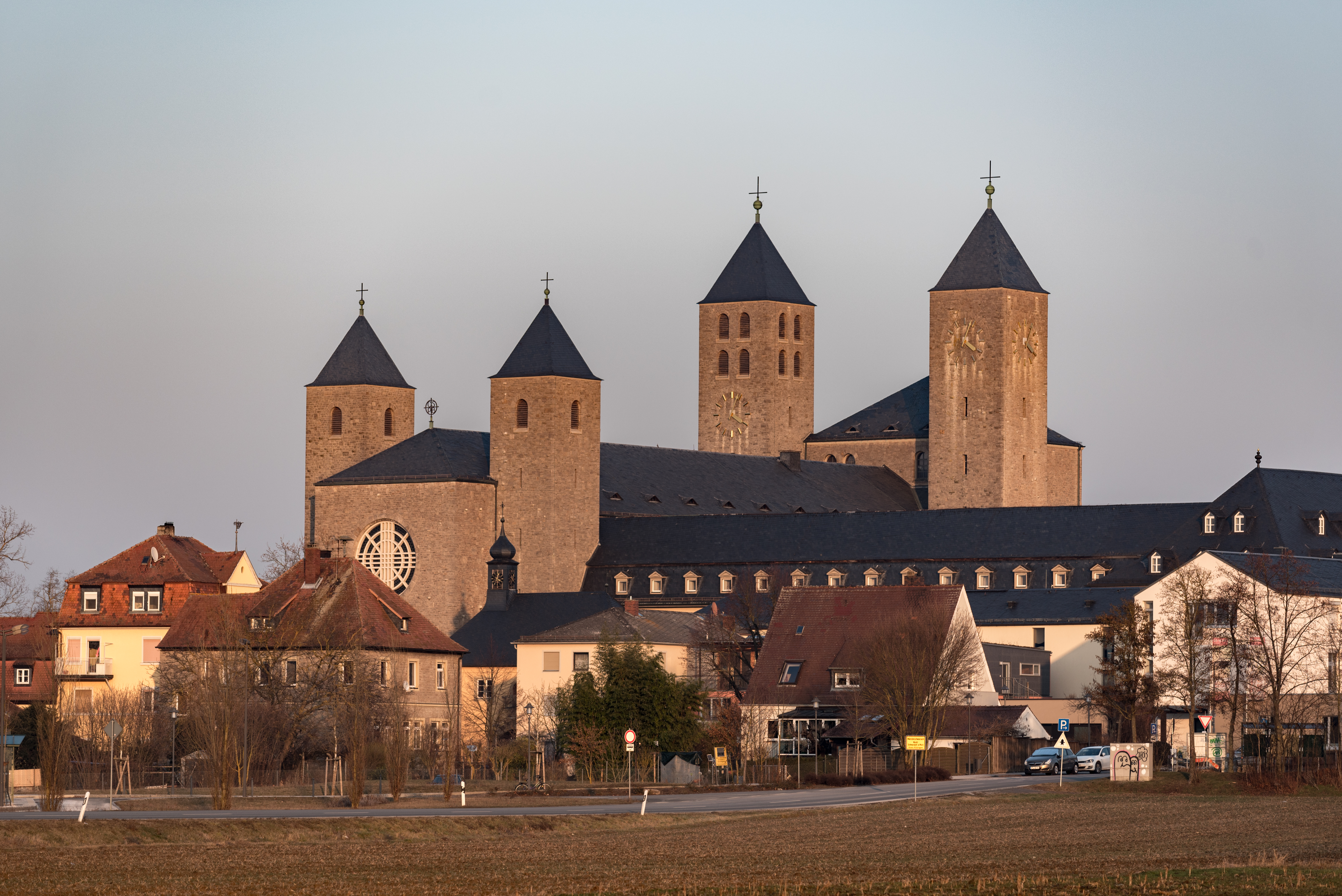
l'abbaye de Münsterschwarzach.

En 1946 il entre à l'abbaye de Münsterschwarzach. À partir de 1948, il étudie la philosophie et la théologie à l'abbaye Sankt Ottilien et à l'université de Wurtzbourg. Ordonné prêtre en 1952, il est préfet et enseignant au pensionnat de l'abbaye de Münsterschwarzach jusqu'en 1964. À partir de 1960, il est aussi le responsable de la section Mission und Entwicklung (Mission et développement) de la Fédération des jeunes catholiques allemands de Düsseldorf. Ses voyages le conduisent dans le tiers monde, en Asie et surtout au Japon, où il entre en contact pour la première fois avec le bouddhisme Zen. À partir de 1969, il pratique le zen au Japon, d'abord au centre Hugo Makibi Enomiya-Lassalle à Shinmeikutsu, puis à partir de 1972 comme élève du maître zen Yamada Ko-Un Rōshi de l'école Sanbo-Kyodan. 
Jäger reste six ans au Japon. En 1980, il reçoit de Yamada Rōshi la permission d'enseigner le zen. En 1996, le successeur de Yamada Rōshi, Kubota Rōshi, lui accorde, comme avant lui à 87 autres adeptes de Bouddha Shakyamuni la pleine licence d'enseignement Inka shōmei, ce qui lui permet en tant que maître zen de guider d'autres élèves dans cette voie. 
Ayant dû entretemps fermer ses portes, le pensionnat de l'abbaye de Münsterschwarzach est reconverti en centre de méditation St. Benoît en 1983 et géré par Willigis Jäger jusqu'en 2001. Vers 1990, le Groupe de travail œcuménique sur la prière contemplative est formé sous sa direction et donne naissance au milieu des années 1990 à  l'école de contemplation de Wurtzbourg, dont le but est d'encourager la prière contemplative et le mysticisme dans l'Église. 
En 2003, Jäger est nommé directeur du centre éducatif interconfessionnel Benediktushof sur le site de l'ancienne abbaye bénédictine de Holzkirchen. En 2007, il se retire de la direction opérationnelle du Benediktushof et la confie à Doris Zölls et Alexander Poraj. La même année, il crée sa propre organisation, la Fondation de la sagesse occident-orient West-östliche Weisheit - Willigis Jäger , ayant son siège au Benediktushof. En juin 2009, il fonde sa propre école Zen Leere Wolke (Nuages Vides). En octobre 2009, il est confirmé par le grand maître Chán Jing Hui comme Maître Chán et 45ème successeur du Rinzai japonais Linji. En 2010, Jäger transmet le certificat de maîtrise Inka shōmei à Doris Zölls et Alexander Poraj. Il désigne Jef Boeckmans, Marsha Linehan, Paula Weber, Manfred Rosen et Gisela Drescher pour lui succéder comme maîtres zen.

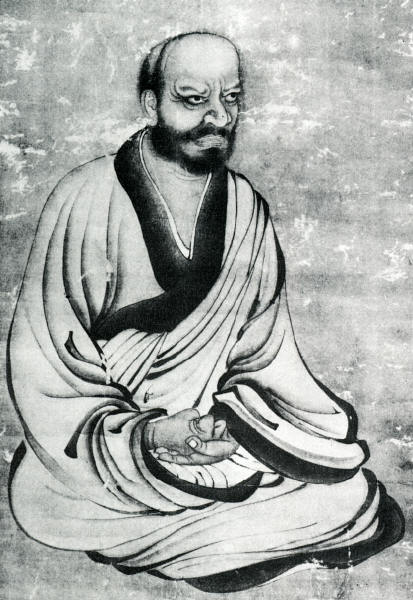
Le grand maître chán Linji (Rinzai Gigen, IX).

En juin 2012, sa nouvelle école de contemplation, appelée Nuage de l'inconnaissance de Willigis Jäger (Wolke des Nichtwissens Willigis Jäger) est inaugurée.  
Il meurt à Holzkirchen au début du printemps 2020 à l'âge de 95 ans.

## La pensée de Willigis Jäger

### Les religions

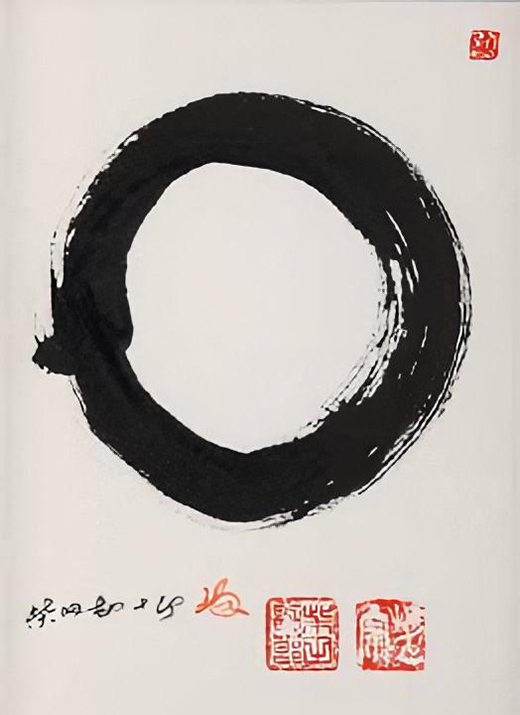
L'Enso est le symbole de la vacuité dans le bouddhisme zen.

Selon Jäger, toutes les religions tendent vers une « réalité ultime »  mais ne sont que des aides à la compréhension, comme des cartes géographiques, des modèles qui deviennent obsolètes s'ils ne sont pas en permanence renouvelés par l'expérience. Il considère toutes les religions comme des réalisations importantes et nécessaires, mais critique le fait que les religions ont du mal à surmonter leurs rigidités afin de donner des réponses qui soient complètement nouvelles aux anciennes questions de l'humanité  et de l'absence d'enseignement de la prière mystique. Selon lui l'évolution mènera à de nouveaux niveaux de conscience et l'expérience de Dieu est une expérience d'amour . Toutes les religions le disent mais tant que cela restera un commandement, cela n'aura aucun effet, comme l'histoire des religions et de leurs aberrations l'ont bien montré. Chaque religion doit être transcendée vers la Sophia perennis, la sagesse éternelle qui n'est vécue que par une minorité aujourd'hui, mais qui sera un jour reconnue comme le véritable objectif de toute religion. C'est toujours lorsque les expériences spirituelles des fondateurs des religions sont figées sous des formes objectives, légales et dogmatiques que le mysticisme devient vivant : et c'est lorsque la domination du droit sur la vie et du dogme sur l'expérience individuelle est apparue que les mouvements mystiques ont émergé, cherchant un contact direct avec Dieu. C'est pour cette raison que les religions théistes ont toujours combattu le mysticisme.

« Chaque religion a des écritures, des rituels et des commandements. Ils doivent aider la personne à trouver ce qu'on appelle Dieu, la divinité, la nature de l'être, Sunyata etc. Les écrits et les rituels ne peuvent toujours que pointer vers Dieu. [...] Celui qui veut faire l'expérience de Dieu doit transcender les livres, les rituels et toute compréhension mentale. C'est pourquoi toutes les religions ont cherché des voies qui mènent à l'expérience de la réalité ultime. C'est ainsi que se sont développés :
- Le zen, le Vipassanā et les voies tibétaines dans le bouddhisme,
- Les différentes formes de yoga dans l'hindouisme,
- Le soufisme dans l'islam,
- la Kabbale dans le judaïsme,
- la vie contemplative dans le christianisme.

Ce sont les chemins spirituels qui doivent mener à l'expérience de ce qui est enseigné par les Saintes Écritures et les commandements des différentes religions. [...] Ils entendent mener à l'expérience de la réalité originelle. [...] Les espaces transcendantaux de l'expérience font partie du don fondamental de notre existence humaine, même si beaucoup de gens n'en savent rien.

- Willigis Jäger : Départ pour un nouveau pays - expériences d'une vie spirituelle (autobiographie), Herder Freiburg 2003, p. 121, 24- 26 »

« Jede Religion hat heilige Schriften, Rituale und Gebote. Sie sollen dem Menschen helfen, das zu finden, was mit Gott, Gottheit, Wesensnatur, Sunyata usw. bezeichnet wird. Schriften und Rituale können immer nur auf Gott deuten.
 […] Wer Gott erfahren will, muss Bücher, Rituale und alles mentale Begreifen übersteigen.

Darum suchten alle Religionen Wege, die in die Erfahrung der letzten Wirklichkeit führen.

 Im Buddhismus entwickelten sich Zen, Vipassana und die tibetischen Wege. Bei den Hindus entstanden die verschiedenen Formen des Yoga. Im Islam entfaltete sich der Sufismus, im Judentum die Kabbala und im Christentum die Kontemplation.
Es sind das spirituelle Wege, die in die Erfahrung dessen führen sollen, was die Heiligen Schriften und Gebote der verschiedenen Religionen lehren.

[…] Sie wollen in die Erfahrung der Urwirklichkeit führen. 
[…] Die transzendentalen Erfahrungsräume zählen zur Grundbegabung unserer menschlichen Existenz, wenn auch viele Menschen davon nichts wissen.

- Willigis Jäger: Aufbruch in ein neues Land – Erfahrungen eines spirituellen Lebens (Autobiografie), Herder Freiburg 2003, S. 121, 24- 26. »

### La foi chrétienne
La vision du monde selon le bouddhisme zen est pour Jäger souvent décisive dans l'interprétation et l'évaluation des doctrines chrétiennes. Tout en conservant le vocabulaire du christianisme, il le dépouille de son contenu spécifiquement chrétien en utilisant souvent à leur place des idées nourries par son orientation bouddhiste zen. 
Si Willigis Jägers utilise souvent le mot « Dieu » dans ses analyses, il ne faut pas oublier qu'il ne s'agit en général pas dans son esprit de l'image chrétienne traditionnelle de Dieu. Pour lui, il n'y a pas de Dieu tout-puissant personnel, indépendant de la création, qui a créé le ciel et la terre  et se révélerait à l'homme en tant que trinité ou au sens de Abba, père de Jésus. Au contraire, le terme « Dieu » est compris comme le ÇA ultime qui ne peut être décrit. Pour lui, il n'y a pas de différence fondamentale entre Dieu, le cosmos, la nature et les humains : ce ne sont rien de plus que l'apparence du seul divin . Dieu se révèle « dans l'arbre comme un arbre, chez l'animal comme un animal et chez l'homme comme une personne » , dans l'herbe comme de l'herbe. L'évolution du cosmos est l'auto-déploiement de Dieu en tant que ÇA cosmique. Il n'y a pas non plus de Dieu absolument bon. Le Dieu de Jäger est bon et mauvais en même temps. Le mal a également son origine dans cette réalité ultime. Et puisqu'il n'y a pas de Dieu personnel, on ne peut pas s'adresser au ÇA, ni le ÇA nous parler, nous aimer et prendre soin de nous. Il n'y a donc pas de prière au sens de la foi chrétienne. Chaque prière n'est rien d'autre que l'envoi d'énergie positive . 
Les vues de Jäger sont parfois controversées. Contre une dissolution du moi en Dieu et l'idée qu'il ne reste que Dieu et que toute différence est radicalement annulée, on peut objecter que l'expérience chrétienne de Dieu se réfère à un « toi » personnel. Sans relation, ni l'amour ni la liberté ne sont possibles. Dieu ne doit donc pas être considéré comme une pure unité, mais doit être comme l'unité dans la diversité et donc de manière trinitaire. 

#### Jésus - Fils de Dieu
Jäger se réfère sans cesse à Jésus comme étant Fils de Dieu  tout comme lui-même. Il le compte parmi les grands fondateurs, éclairés et saints de la religion de l'humanité qui ont pénétré les profondeurs de la conscience humaine. Mais selon lui Jésus n'était qu'un simple être humain. D'un autre côté, il n'a aucune difficulté à appeler Jésus le Fils de Dieu ; toutefois ceci ne signifie rien de particulier pour lui, puisqu'il n'y a rien qui ne soit le fils de Dieu. Tout ce qui existe est le Fils de Dieu, parce que le monde entier est quelque chose d'indiciblement divin. 

#### Jésus - Rédempteur de l'humanité par sa mort sur la croix
Jäger est convaincu que la mort de Jésus a été la conséquence de son activité de prophète et de sa confrontation avec les autorités juives. Il pense même que Jésus n'a pas du tout été enterré mais que son corps, comme celui de tous les criminels à cette époque, a été laissé aux chiens. Cependant, il est crucial pour Jäger que Jésus lui-même n'ait pas compris sa propre mort comme rédemptrice: en d'autres termes il n'a sans doute pas pensé sauver l'humanité par sa mort. Sa mort sur la croix a été interprétée par les théologiens comme une mort expiatoire. Mais aucun de ceux qu'on désigne comme fondateurs de religions ne s'est lui-même considéré comme sauveur, pas même Jésus. L'interprétation de la mort de Jésus comme délivrance du peuple des mains de Satan ou comme restauration de la gloire de Dieu présuppose « une compréhension primitive de Dieu ». il s'agirait donc plutôt d'un processus évolutif dans la conscience humaine, d'une « pré-conscience archaïque vers une conscience personnelle » et une étape nécessaire au développement humain. Ce n'est pas le soi mauvais qui s'éloigne du soi divin, mais Dieu se serait retiré de l'homme pour qu'il grandisse. Ainsi, Jäger rejette complètement la rédemption ou la mort rédemptrice de Jésus-Christ et l'interprète dans un sens complètement différent. 

#### La résurrection de Jésus

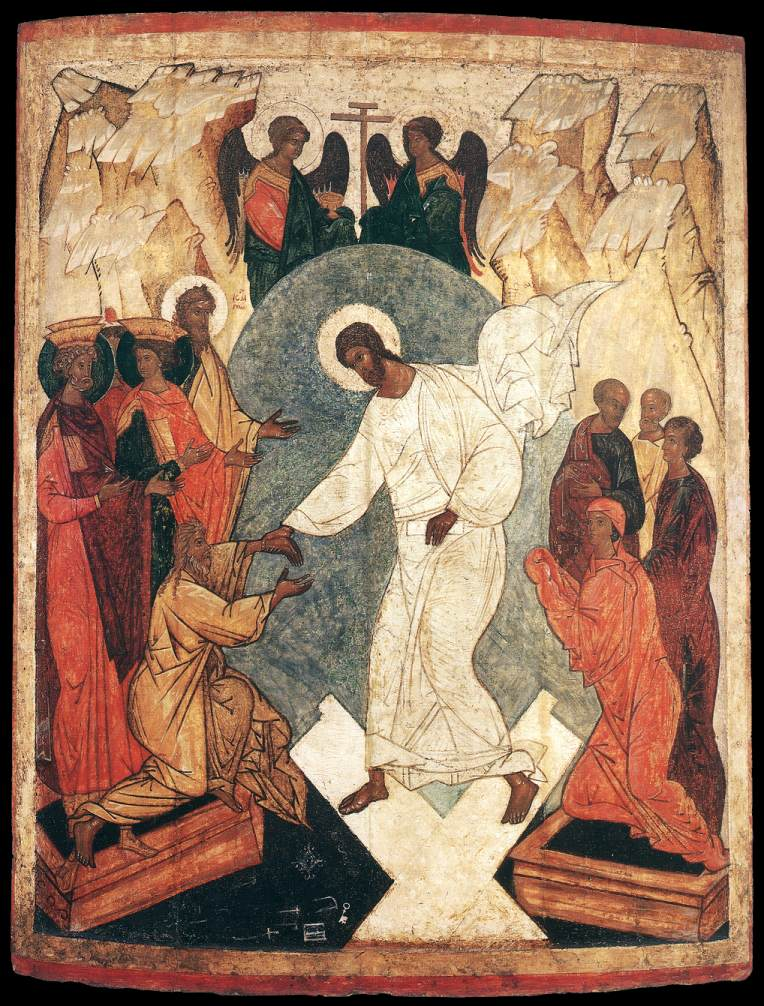
La Résurrection de Jésus-Christ (Anastasis) : icône russe du XVI, Musée des icônes de Recklinghausen.

Jäger est convaincu que Jésus n'est pas réellement ressuscité après sa mort. La résurrection pascale appartiendrait plutôt au monde de l'expérience des disciples, en ce sens que la vie terrestre n'est pas tout et qu'eux aussi, tout comme Jésus, sont promis à entrer dans une nouvelle existence ; mais il n'y a aucune preuve d'une résurrection au sens biblique. Les témoignages de résurrection ne relatent pas des expériences extérieures et objectives, mais reflètent plutôt des conceptions intérieures habillées ensuite par les disciples d'événements extérieurs pour construire d'un mythe. C'est ainsi que l'ancien mythe de la mort et de la résurrection serait devenu effectif. Le désir d'une existence intemporelle a également eu un impact : c'est lorsque nous vivons cette existence intemporelle que nous ressuscitons. La résurrection n'est donc pas non plus une expérience propre à Jésus, mais une expérience généralement humaine. 

#### Ascension de Jésus
Selon la croyance chrétienne, l'Ascension ne désigne pas une montée vers les nuages du ciel, mais l'entrée finale de Jésus en tant qu'humain dans sa gloire divine, là où il règne avec le Père et d'où il reviendra (Actes 1:11). 
L'Ascension du Christ selon Jäger, n'est au contraire « que l'expression de formes mythologiques du langage. Pour nous l'Ascension signifie que nous pourrions vivre nous-mêmes la même expérience que Jésus-Christ. Le ciel serait la reconnaissance de notre origine divine et que nous portons  en nous la vie divine. Le ciel signifie ici et maintenant et l'ascension signifie expérimenter le salut ici et maintenant ». 

#### Jésus et le salut de l'homme
Sur ce point, c'est la passage Actes 4:12 qui donne l'orientation décisive:  « Il n'y a de salut que par Jésus-Christ. Il n'y a pas d'autres noms sous le ciel qui ait été donné aux hommes. Par lui, Dieu a décrété notre salut ». Le Christ seul donne donc le salut à l'homme.   
Willigis Jäger s'écarte fondamentalement de cette attribution exclusive du salut au Christ et cet éloignement de Jésus-Christ, de l'Église et du christianisme en général se marque de plusieurs façons : 
a) dans son engagement bouddhiste et son enseignement du salut, qui lui valent, en 1996 d'être officiellement nommé Inka Shomei, c'est-à-dire professeur attitré par les autorités de l'enseignement zen et dans son élévation publiquement célébrée à la dignité de 87ème successeur de Bouddha Shakyamuni. 
b) dans son enseignement, tourné de manière inconditionnelle vers les leçons et la conception de la vie du bouddhisme zen. Jäger en donne lui-même une illustration claire lorsqu'il écrit : « Si quelqu'un veut devenir son élève et qu'il se rend compte que cette personne est encore fortement enracinée dans la foi religieuse traditionnelle » - qui est probablement la foi chrétienne - il lui fera remarquer que, sur le chemin qu'elle apprend à parcourir avec lui , elle verra sous un jour différent beaucoup de choses qu'elle avait jusque-là tenues pour acquises ».

## L'engagement de Willigis Jäger
L'Un est ma vraie nature comme celle de tous les êtres. Il est intemporel et immuable. Il se déroule dans le temps. Il se révèle sous cette forme que je suis. Il n'est ni bon ni mauvais et ne peut être comparé à rien. Il est non-duel, comme l'océan. C'est de cet absolu que s'élèvent les nombreuses formes et  êtres de l'univers. C'est ainsi que les humains, les animaux, les arbres, les fleurs, les pierres, l'eau, les montagnes, les planètes, les lunes, les soleils et même nos sentiments, nos pensées, nos intentions émergent de l'UN. Il est le « rien » qui se remodèle constamment. « Nous sommes une forme de rien, juste un clin d'œil dans un univers intemporel ». En tant qu'êtres humains, nous ne sommes qu'une masse dans un immense réseau. Nous devrions enfin comprendre que nous sommes d'abord un réseau et ensuite seulement une maille, que nous sommes d'abord un avec l'univers entier et ensuite seulement des êtres individuels. Nous sommes des enfants du cosmos. Dans l'expérience de notre conscience cosmique, nous savons que nous sommes connectés avec tout le monde, expérimentons l'unité de l'être. Puisque nous sommes l'un, nous ne sommes pas apparus et ne périrons pas. Nous sommes essentiellement à naître et immortels. Nous ne périssons pas dans la mort. Nous perdons seulement cette forme. La forme extérieure mourra. mais ce que nous sommes est impérissable. C'est une immersion dans le cosmique transmental, transpersonnel. Mourir est le retour à notre être véritable dont nous sommes sortis. Les religions parlent d'une vie après la mort que nous entamerons un jour. Mais cette idée vient d'une vision du monde prémoderne. Mais nous vivons au XXIe siècle qui ne connaît pas le ciel et la vie éternelle. Il n'y a pas de paradis, d'enfer et de purgatoire, seulement la raison d'être qui ne peut être saisie de façon rationnelle. Il s'agit d'abandonner toutes les images, les concepts de Jésus et de Dieu pour comprendre à quoi ils se réfèrent, l'intemporel maintenant.

## Conflit avec l'Église catholique romaine
Le conflit avec l'Église catholique surgit en 1966  lorsque Willigis Jäger obtient la pleine licence d'enseignement bouddhiste Inka shōmei et accepte la dignité de 87ème successeur de Bouddha Shakyamuni. Du point de vue de l'église ceci est considéré comme un acte d'apostasie en bonne et due forme en application de l'article canonique Can. 1364 § 1 du Codex Iuris Canonici de 1983, étant donné les différences fondamentales entre le bouddhisme zen et la foi chrétienne. En décembre 2001, la Congrégation pour la doctrine de la foi émet une interdiction de lire ses écrits, de lui écrire ou de comparaître devant lui, ce que l'Ordinariat épiscopal de Wurtzbourg met a exécution en janvier 2002 . Cette interdiction est cependant initialement limitée dans le temps et laisse donc la possibilité à Willigis Jäger d'être réintégré dans sa pleine fonction de moine et de prêtre catholique à condition de réviser ses vues critiquées par l'Église. En 2002, cependant, Willigis Jäger démissionne de son sacerdoce et demande son exclusion (suspension du monastère) de l'abbaye de Münsterschwarzach. Grâce au soutien de son abbé et des autres moines, il continue à être membre de sa communauté.

## Œuvres
- Geh den inneren Weg: Texte der Achtsamkeit und Kontemplation. Herder, Freiburg 1999,  (ISBN 3-451-05027-7).
- Der Himmel in dir: Einübung ins Körpergebet. (mit Beatrice Grimm), Kösel, München 2000,  (ISBN 3-466-20452-6).
- Kontemplation: Gott begegnen – heute. Herder, Freiburg 2002,  (ISBN 3-451-05278-4).
- Aufbruch in ein neues Land: Erfahrungen eines spirituellen Lebens. Herder, Freiburg 2003,  (ISBN 3-451-05381-0).
- Wohin unsere Sehnsucht führt: Mystik im 21. Jahrhundert. Via Nova, Petersberg 2003,  (ISBN 3-936486-21-2).
- In jedem Jetzt ist Ewigkeit: Worte für alle Tage. Hg. Christoph Quarch, Kösel, München 2003,  (ISBN 3-466-36640-2).
- Suche nach dem Sinn des Lebens. Via Nova, Petersberg 2004,  (ISBN 3-928632-03-5).
- Wiederkehr der Mystik: Das Ewige im Jetzt erfahren. Herder, Freiburg 2004,  (ISBN 3-451-05399-3).
- 27 Perlen der Weisheit. Keiko Nimura-Eckert Hg., Via Nova, Petersberg 2004,  (ISBN 3-936486-44-1).
- „… denn auch hier sind Götter“: Wellness, Fitness und Spiritualität. zus. mit Christoph Quarch, Herder, Freiburg 2004,  (ISBN 3-451-05457-4).
- Gesang der Stille: spirituelle Gedichte der Weggemeinschaft Willigis Jäger. Via Nova, Petersberg 2004,  (ISBN 3-936486-75-1).
- Das Leben ist Religion: Stationen eines spirituellen Weges. Kösel, München 2005,  (ISBN 3-466-36676-3).
- Suche nach der Wahrheit. Via Nova, Petersberg 2005,  (ISBN 3-928632-41-8).
- In jedem Jetzt ist Ewigkeit: Worte für alle Tage. Knaur, München 2007,  (ISBN 978-3-426-87348-9).
- Anders von Gott reden. Via Nova, Petersberg 2007,  (ISBN 978-3-86616-061-3).
- Geh den inneren Weg: Texte der Achtsamkeit und Kontemplation. Herder, Freiburg 2008,  (ISBN 978-3-451-05999-5).
- Westöstliche Weisheit: Visionen einer integralen Spiritualität. Theseus, Stuttgart 2008,  (ISBN 978-3-7831-9531-6).
- Zen im 21. Jahrhundert. Kamphausen, Bielefeld 2009,  (ISBN 978-3-89901-197-5).
- Über die Liebe. Kösel, München 2009,  (ISBN 978-3-466-36842-6).
- Die Flöte des Unendlichen: mystische Rezitationstexte aus Ost und West. Wege der Mystik, Gerbrunn 2009,  (ISBN 978-3-9810310-5-8).
- Ewige Weisheit: das Geheimnis hinter allen spirituellen Wegen. Kösel, München 2010,  (ISBN 978-3-466-36887-7).
- Das Leben endet nie: Über das Ankommen im Jetzt. Herder, Freiburg 2010,  (ISBN 978-3-451-06152-3).
- Die Welle ist das Meer: mystische Spiritualität. Kreuz, Freiburg 2010,  (ISBN 978-3-7831-3460-5).
- Kontemplation – ein spiritueller Weg. Kreuz, Freiburg 2010,  (ISBN 978-3-7831-8012-1).
- Finde deinen inneren Weg. Kreuz, Freiburg 2011,  (ISBN 978-3-451-61083-7).
- Perlen der Weisheit – Die schönsten Texte von Willigis Jäger. Hg. Christoph Quarch und Elisabeth Walcher, Herder, Freiburg 2012,  (ISBN 978-3-451-07154-6).
- Jenseits von Gott. Hg. Beatrice Grimm, Wege der Mystik, Holzkirchen 2012,  (ISBN 978-3-9810310-6-5).
- Westöstliche Weisheit: Visionen einer integralen Spiritualität. Herder, Freiburg 2013,  (ISBN 978-3-451-06151-6).
- Wiederkehr der Mystik: Das Ewige im Jetzt erfahren. Herder, Freiburg 2013,  (ISBN 978-3-451-06569-9).
- Raum und Gegenwart: Inspirationen aus Zen und Kontemplation. Kösel, München 2013,  (ISBN 978-3-466-37073-3).
- Winfried Nonhoff (Hrsg.): Anselm Grün. Willigis Jäger. Das Geheimnis jenseits aller Wege. Was uns eint, was uns trennt. Vier Türme, Münsterschwarzach 2013,  (ISBN 978-3-89680-842-4).
- Kontemplatives Beten: Einführung nach Johannes vom Kreuz. Vier Türme, Münsterschwarzach 2015,  (ISBN 978-3-89680-925-4).